# Jerzu
Jerzu (sardinsky: Jèrsu) je italská obec (comune) v provincii Nuoro v regionu Sardinie. Nachází se ve výšce 427 metrů nad mořem a má přibližně 3 000 obyvatel. Rozloha obce je 102,61 km².